# 8526 Takeuchiyukou
A 8526 Takeuchiyukou (ideiglenes jelöléssel 1992 SM12) a Naprendszer kisbolygóövében található aszteroida. Endate Kin és Vatanabe Kazuró fedezte fel 1992. szeptember 23-án.